# Психіатрія
Психіатрі́я — галузь медицини, яка опікується діагностикою, профілактикою та лікуванням психічних розладів. Як самостійна галузь, психіатрія відокремилася лише у 18 столітті. До психічних розладів належать різноманітні дезадаптації, пов’язані з настроєм, поведінкою, когнітивними функціями та сприйняттям.
Первинне психіатричне обстеження людини зазвичай починається з історії хвороби та обстеження психічного стану. Можуть бути проведені фізичні огляди та психологічні тести. Іноді використовується нейровізуалізація або інші нейрофізіологічні методи. Психічні розлади часто діагностуються відповідно до клінічних концепцій, перелічених у діагностичних посібниках, таких як Міжнародна класифікація хвороб (МКБ), редагована та використовувана Всесвітньою організацією охорони здоров’я (ВООЗ), і широко використовуваний Діагностичний і статистичний посібник з психічних розладів (DSM), опублікований Американською психіатричною асоціацією (APA). П’яте видання DSM (DSM-5) було опубліковано в травні 2013 року, де було реорганізовано більші категорії різних захворювань і розширено попереднє видання, щоб включити інформацію/інсайти, які відповідають поточним дослідженням.
Комбіноване лікування із застосуванням психіатричних препаратів і психотерапії стало найпоширенішим способом психіатричного лікування в медичній практиці, але сучасна практика також включає широкий спектр інших модальностей, наприклад, наполегливе лікування в громаді, підкріплення громади та підтримка працевлаштування. Лікування може проводитися як стаціонарно, так і амбулаторно, залежно від тяжкості функціонального порушення або інших аспектів даного розладу. Стаціонарне лікування може проходити в психіатричній лікарні. Дослідження в рамках психіатрії в цілому проводяться на міждисциплінарній основі за участю інших фахівців, таких як епідеміологи, медсестри, соціальні працівники, ерготерапевти або клінічні психологи.

## Етимологія
Термін «психіатрія» вперше був введений німецьким лікарем Йоганном Крістіаном Райлом у 1808 році та буквально означає «лікування душі» (psych- «душа» від давньогрецького psykhē «душа»; -iatry «лікування» від грец. iātrikos «медичний» та від iāsthai «лікувати»). Лікар, який спеціалізується на психіатрії, є психіатром.

## Психіатрія в Україні

### Психіатрія в радянській Україні
В УРСР над питаннями психіатрії працювали: Український психоневрологічний науково-дослідний інститут у Харкові (мав 8 дослідних і клінічних відділів, 8 лабораторій та ряд допоміжних відділів; досліджував головним чином проблеми шизофренії, злоякісних пухлин мозку, вищої нервової діяльності, розкладів кровообігу головного мозку), Одеський психоневрологічний науково-дослідний інститут (6 клінічних відділів, 7 лабораторій; працював над вивченням вегетативної нервової системи та питаннями вищої нервової діяльності) і створений після Другої світової війни відділ психіатрії та патології вищої нервової системи Інституту фізіології ім. О. Богомольця АН УРСР. Н.-д. Інститути психіатрії та невропатології України видали понад 100 томів (кілька тисяч статей) наукових праць, провели низку всеукраїнських наукових конференцій, підготували сотні психіатрів і невропатологів.
Крім того, в Україні працювали кафедри психіатрії та невропатології при всіх медичних інститутах і інститутах удосконалення лікарів. Українське Республіканське Товариство невропатологів та психіатрів об'єднувало 2 460, Товариство нейрохірургів близько 200 лікарів. З видатних психіатрів і невропатологів України, крім вищеназваних, слід назвати: Віктора Скуміна, Івана Сікорського, Олександра Ющенка, Петра Кащенка, Є.Копистияського, Віктора Протопопова, Йосипа Поліщука, Н.Татаренко, Тихона Юдіна, Є.Попова, К.Платанова, Бориса Маньковського, В.Селецького, Олександра Геймановича, Якова Фрумкіна, В. Блейхера, Ізраїля Завилянського.
В УРСР у 1978 році вперше у світовій науці видатний науковець Скумін Віктор Андрійович описав раніше невідому психічну хворобу під назвою «кардіопротезного психопатологічного синдрому». Він згодом дістав ім'я автора — синдром Скуміна, рос. синдром Скумина, англ. Skumin syndrome, фр. Syndrome de Skoumine.
Концепція радянської психіатрії, так звана німецька або ще московська школа була прийнята вченими лише у 1933 році (так само як і в самій Німеччині). З того часу і до розпаду СРСР, психіатрія була пов'язана з масовими репресіями проти людей. Світова спільнота не визнавала радянської епідеміології, наприклад, шизофренії.
Історію розвитку психіатрії в Україні заведено поділяти на чотири етапи:
Перший етап (1919—1929 pp.) — накопичення досвіду, розробка нових форм експертизи та примусових заходів медичного характеру, становлення законодавчої та науково-технічної бази.
Другий етап (1930—1950 pp.) — організація мережі судово-психіатричних закладів (відділень, експертних комісій) у системі органів охорони здоров'я, проведення наукових досліджень, підготовка наукових кадрів.
Третій етап (1951—1991 pp.) — розширення діагностичних та експертних можливостей впровадження нової системи судово-психіатричних оцінювальних критеріїв стосовно всіх психічних хвороб. Початок практичного впровадження такого нового напрямку судово-психіатричної діяльності, як профілактика суспільно небезпечних дій психічно хворих. У практику запроваджено два види примусових заходів медичного характеру — лікування в психічних лікарнях загального типу і спеціального типу, що підпорядковувалися міністерству внутрішніх справ. З 1988 року примусове лікування почало проводитись у лікарняних закладах трьох типів, які підпорядковувалися тільки органам охорони здоров'я: зі звичайним, посиленим і суворим спостереженням. На VI конгресі Всесвітньої асоціації психіатрів у 1977 р. порушувалося питання про так звану «каральну психіатрію», про використання в СРСР психіатрії з політичною метою й утисків прав людини. Відкрите визнання таких фактів почалося наприкінці 80-х років.

### Психіатрія в незалежній Україні
Четвертий етап (від 1991 — донині) — здійснено перехід на МКХ-10; психіатрами використовуються досконаліші та надійніші діагностичні критерії психічних розладів, завдяки чому значно підвищена достовірність діагностики. Після розпаду СРСР інтерес громадськості до психіатрії значно впав, а практика стосунків між судовими психіатрами та правоохоронними органами стала результативнішою.
Продовжується демократична судово-правова реформа. Від 22 лютого 2000 р. діє Закон України «Про психіатричну допомогу» (див. Додатки).
Україна перебуває в процесі запровадження важливих реформ у системі охорони здоров'я.
В Україні працює централізована система охорони психічного здоров'я, послуги надаються переважно в психіатричних клініках, і 90 % фінансування направляється до психіатричних лікарень. Прослідковується недостатня кількість послуг з охорони психічного здоров'я на рівні громади, а також обмежене надання послуг з охорони психічного здоров'я та підтримки фахівцями інших медичних професій, що не спеціалізуються на охороні психічного здоров'я, такими як терапевти та сімейні лікарі. Обговорення планів з покращення охорони психічного здоров'я на національному рівні стосується надання послуг на рівні громади для підтримки осіб з проблемами з психічним здоров'ям, в тому числі інтеграції психічного здоров'я в систему первинної медичної допомоги.
Лише 2,5 % загального бюджету, виділеного на охорону здоров'я, припадає на психічне здоров'я, і більша частина (89 %) фінансування спрямована на стаціонарне лікування у сфері охорони психічного здоров'я. Через недостатнє державне фінансування системи охорони здоров'я населення змушене платити за медикаменти, необхідні під час амбулаторного та стаціонарного лікування (які часто є дорогими), а також давати неофіційну фінансову винагороду медичному персоналу. Система охорони психічного здоров'я є централізованою, і більшість персоналу та послуг надаються в психіатричних та наркологічних лікарнях і стаціонарних відділеннях. Доступні інтервенції, що використовуються спеціалізованими надавачами послуг з охорони психічного здоров'я та в державних установах, часто не є науково-доказовими. В цілому, системі охорони психічного здоров'я бракує безперервності надання послуг в результаті обмеженої комунікації між надавачами послуг різних професій чи між різними агентствами та організаціями.Крім того, спостерігаються нерозуміння та недовіра населення до того, якою інформацією про їхній статус щодо психічного здоров'я діляться, що призводить до небажання звертатися по допомогу чи витрачання більшої кількості грошей та ресурсів на отримання допомоги (наприклад, довша відстань, приватні послуги).
Ситуацію ускладнює й те, що за Радянського Союзу репресивна влада перетворила психіатрію на інструмент покарання, ув'язнюючи політичних дисидентів у психіатричних лікарнях.

## Полеміка і критика
Основна стаття: Суперечки навколо психіатрії
Інститут психіатрії викликав суперечки з моменту свого заснування.:47  Вчені, зокрема з соціальної психіатрії, психоаналізу, психотерапії та критичної психіатрії, виступили з критикою.:47  Було стверджено, що психіатрія плутає розлади розуму, із захворюваннями мозку, які можна лікувати за допомогою ліків;:53:47  що вживання ліків частково пов'язано з лобіюванням фармацевтичними компаніями, що призводить до спотворення досліджень;:51  і що концепція «психічне захворювання» часто використовується для маркування та контролю тих, хто має переконання та поведінку, з якими не погоджується більшість людей;:50  і що на нього надто впливають ідеї медицини, що змушує її неправильно розуміти природу психічного розладу. Критика психіатрії зсередини походить від групи критичної психіатрії у Великобританії.
Дабл стверджує, що більшість критичної психіатрії є антиредукціоністською. Рашед стверджує, що нова наука про психічне здоров'я вийшла за межі цієї редукціоністської критики, шукаючи інтегративні та біопсихосоціальні моделі станів, і що значна частина критичної психіатрії зараз існує з ортодоксальною психіатрією, але зауважує, що багато критики залишається без уваги.:237
Термін антипсихіатрія був введений психіатром Девідом Купером у 1967 році, а пізніше став популярним Томасом Сасом. Слово антипсихіатрія (antipsychiatrie) вже використовувалося в Німеччині в 1904 році. Основна передумова антипсихіатричного руху полягає в тому, що психіатри намагаються класифікувати «нормальних» людей як «девіантних»; психіатричне лікування зрештою більше шкодить, ніж допомагає пацієнтам; і історія психіатрії включає (те, що зараз можна розглядати як) небезпечні методи лікування, такі як психохірургія, прикладом цього є лобектомія (зазвичай звана лоботомія). До кінця 1970-х років лоботомія майже не використовувалася.

## В художній літературі
- Чехов А. П.:Палата номер 6.

## В кіно
- Лікарський почерк. 44.09
- Політ над гніздом зозулі;

## Додаткова література

### Журнали
- Molecular Psychiatry
- Translational Psychiatry
- Nature Mental Health
- та інші.